# Nora Angehrn
Nora Angehrn (* 17. März 1980 in Zürich) ist eine Schweizer Golfspielerin.

## Werdegang
Nora Angehrn ist in Zollikon bei Zürich aufgewachsen und spielt seit ihrem zehnten Lebensjahr Golf. Daneben spielte sie Unihockey und Fussball. Nach ihrer Matura (Typus B) begann sie an der Universität Zürich mit dem Studium der Rechtswissenschaft, wechselte dann aber 2002 an die Golf Academy in San Diego. Nach 2004 bis 2008 spielte sie als Professional.
Nora Angehrn ist mehrfache Schweizer Meisterin und spielt seit 1995 in der Schweizer Nationalmannschaft. Auf sieben Plätzen hält sie  den Platzrekord. Sie ist Mitglied des Golf & Country Club Zurich-Zumikon; ihre Trainerin war Denise Lavigne.
2008 trat Angehrn vom professionellen Betrieb zurück. Sie liess sich in Magglingen zur Golftrainerin ausbilden und unterrichtet im Golfclub Breitenloo und als Elite-Coach für den Schweizer Golfverband, wo sie Kinder und Jugendliche ausbildet. Ehrenamtlich ist sie seit 2005 als Botschafterin der internationalen Hilfsorganisation Right to Play tätig.

## Professional Golf Palmares
- 2006, Kategorie 5 Ladies European Tour 2007
- 2006, 3. Rang Open de España Femenino, Ladies European Tour
- 2006, 1. Rang Pam Golding Intl., Nedbank Women’s Tour South Africa
- 2005, 1. Rang WGA Classic, Ladies & Legends Tour South Africa
- 2005, Schweizer Meisterin Swiss PGA Matchplay
- 2004, 3. Rang Final Qualifying School Ladies European Tour

## Amateur Golf Palmares

### Nationale Highlights
- 1994, Swiss Junior Champion Under 14
- 1999, Swiss Junior Champion Under 21
- 2000, Swiss Amateur Champion (Matchplay)
- 2001, Swiss Amateur Champion (Matchplay)
- 2001, Swiss Amateur Champion (Strokeplay)
- 2001, 2. Platz Swiss Order of Merit
- 2002, 2. Platz Swiss Amateur Champion
- 2002, Gewinnerin der Swiss Order of Merit
- 2004, Swiss Amateur Champion (Matchplay)

### Internationale Highlights
- 2001, Semi-finalist International Spanish Ladies Junior Championship
- 2001, 4. Platz an der German International Ladies Championship
- 2002, 4. Platz am International Sherry Cup
- 2003, 3. Platz am San Diego City Amateur
- 2004, 2. Platz am International Sherry Cup

### Selectionen für das Swiss Team
- World Amateur Team Championship 2000/2002/2004
- World University Championship 2002
- European Team Championship Ladies 1999/2001/2003
- European Team Championship Lady Juniors 1996/1998
- European Team Championship Girls 1995/1997

### Andere Highlights
- Teilnahme an den European Individual Championship 2000/2001/2002/2004
- Teilnahme am “WAGC Spirit” 2001
- Teilnahme am European Young Masters 1997

### Platzrekorde
- 69 (−3) Golf Club Breitenloo
- 69 (−4) Golf Club Wylihof
- 69 (−4) Golf Club Lipperswil
- 68 (−4) Golf Club Markgräflerland Kandern
- 68 (−4) Golf Club am Alten Fliess, Deutschland
- 67 (−5) Golf Club Sotogrande, Spanien
- 63 (−9) PGA West Jack Nicklaus Course